# Pokłon Trzech Króli (obraz Szymona Czechowicza)
Pokłon Trzech Króli – obraz autorstwa Szymona Czechowicza, który znajduje się w Lwowskiej Galerii Sztuki.

## Opis
Obraz przedstawia Epifanię. Po prawej stronie autor umieścił Matkę Bożą i Jezusa. Przed nimi, po lewej stronie obrazu, przyklękają królowie: Baltazar z Afryki oraz azjatyccy Melchior i Kacper, u boku którego leżą berło i korona. Są to atrybuty władzy przypisane Chrystusowi.
Dzieło kolorystycznie jest nietypowe dla malarstwa Czechowicza, bowiem cechują go ciemne i intensywne barwy (czerwona suknia i niebieski płaszcz Maryi). Autor malując obraz wzorował się na rzymskim XVII-wiecznym malarstwie.